# Christian Bach
Adela Christian Bach  (Buenos Aires, 1959. május 9. – 2019. február 26.) argentin származású mexikói színésznő, és olyan teleregények producere, mint a Televisa, a TV Azteca, és a Telemundo. 
Leghíresebb telenovellái a Televisával: Los ricos también Iloran (1979), Soledad (1980), Bodas de odio (1983), De pura sangre (1985), és az Encadenados (1988). A TV Azteca legrelevánsabb munkái közé tartozik az Agua y aceite (2002), amelyet szintén férjével, Humberto Zuritával készített, és a Vidas robadas (2010). A Telemundóval a La Patrona (2013) és a La Impostora (2014) munkái között szerepelt.

## Élete
1959. május 9-én született Buenos Airesben, Roberto Bach Meizegeier és Adela Bottino Adamowa (ismertebb nevén Adela Adamowa) gyermekeként. A jogi diploma megszerzése után Mexikóba költözött, hogy színésznő legyen. Színdarabokban és filmekben kezdett játszani, ahol hangját gyakran szinkronizálták, hogy elrejtse argentin akcentusát. 1979-ben kapott egy kisebb szerepet a Los ricos también Iloran című telenovellában, négy évvel később pedig megkapta a sikeres Bodas de odio főszerepét.
1986-ban Zuritával együtt szerepelt a De pura sangre című filmben, és ugyanabban az évben össze is házasodtak. Tíz évvel később, a Televisával közösen bemutatott sikeres produkciók sorozata után, a házaspár elhatározta, hogy megalapítják saját produkciós cégüket, a Zuba Produccionest, és a TV Aztecához igazolnak át. Két évvel később két telenovellát készítettek az állomásnak, a La chacalát, és az Azul Tequilát, amely sikeres produkció elindította Bárbara Mori és Mauricio Ochmann karrierjét.
1984-ben és 1989-ben elnyerte a legjobb színésznő díját a TVyNovelas-on. 2013-ban elnyerte a legjobb színésznő, TuMundo díjat a Telemundo-tól. 
2019. február 26-án halt meg légzési elégtelenség következtében. Halálát március 1-jén jelentették be, mert a színésznő a személyes ügyeit titokban akarta tartani.

## Filmográfia

### Film
- Brigada en acción (1977)
- La venganza del lobo negro (1980)
- Duelo a muerte (1981)
- Secuestro sangriento (1985)
- Gavilán o paloma: Anel (1985)
- Los placeres ocultos (1989)
- Soy libre (1992)
- Yo, tú, el, y el otro (1993)
- El hombre de Blanco: Erika (1994)
- Trancoso, retazos de vidas: Rafaella (2008)
- El secreto: Claudine (2010)
- Deseo: Señora (2013)

### Sorozatok
- La mujer frente al amor (1978)
- Te sigo queriendo Ana (1978)
- Verónica: María Teresa (1979)
- Propiedad horizontal: Vicky (1979)
- Los ricos también Iloran: Joanna Smith (1979)
- Soledad: Chelo Sánchez Fuentes (1980–1981)
- Colorina: Peggy (1980)
- El amor nunca muere: Cecilia (1982)
- Bodas de odio: Magdalena (1983)
- De pura sangre: Florencia (1985)
- Encadenados: Catalina (1988–1989)
- Atrapada: Camila Montero (1991)
- Videoteatros: Véngan corriendo que les tengo un muerto (1993)
- Bajo un mismo rostro: Irene Saldívar Teodorakis (1995)
- La antorcha encendida: María Ignacia "Güera" Rodríguez (1996)
- La chacala: Gilda Almada / Liliana Almada / Delia de Almada / La chacala (1997)
- Agua y aceite: Julieta (2002)
- Vidas robadas: María Julia Echeverría de Fernández Vidal / Maria Emilia Echeverria Ruiz (2010)
- Az örökség: Antonia Guerra "La Patrona" (2013) (Magyar hangja: Bertalan Ágnes)
- A beépített szépség: Raquel Altamira (2014) (Magyar hangja: Vándor Éva)